# Oxyartès
Oxyartès est un noble de Bactriane, probablement le satrape de la province sous l'empire des Achéménides. Il combat d'abord Alexandre le Grand avant de se rallier à lui. Il est le père de Roxane qui épouse le roi de Macédoine en 327 av. J.-C.

## Biographie
Oxyartès combat dans un premier temps Alexandre le Grand en soutenant Bessos. Malgré la capture et l'exécution de Bessos, il poursuit la lutte avec d'autres nobles iraniens, tels Spitaménès, en prenant position dans une forteresse en Sogdiane. Mais il finit par être vaincu, soit en 328 av. J.-C., soit en 327, et se rallie au roi de Macédoine. Cela permet à Alexandre de s'emparer de la Bactriane avec relativement peu d'opposition contrairement à la Sogdiane voisine. Sa position se renforce lorsque Alexandre épouse sa fille Roxane, rencontrée au moment de la prise de la forteresse ou lors d'un banquet durant lequel elle danse pour le roi. Lors des noces de Suse en 324, Alexandre offre à Cratère une autre fille d'Oxyartès, Amestris. 
Oxyartès accompagne Alexandre en Inde et gouverne un temps la satrapie de l'Indus inférieur conjointement avec Peithon. Après la mort du roi en 323 av. J.-C., il se voit confirmé à la tête d'une satrapie dite « pays des Paropamisades » qui correspond globalement à la région de l'Hindou-Kouch. Il occupe cette satrapie en 321 av. J.-C. lors des accords de Triparadisos mais il est probablement déjà mort lorsque Séleucos Ier s'empare de la région (entre 312 av. J.-C. et 308 av. J.-C.).